# フロレチンヒドロラーゼ
フロレチンヒドロラーゼ(Phloretin hydrolase、EC 3.7.1.4)は、以下の化学反応を触媒する酵素である。
フロレチン + 水{\displaystyle \rightleftharpoons }フロレト酸 + フロログルシノール
従って、この酵素の基質はフロレチンと水の2つ、生成物はフロレト酸とフロログルシノールの2つである。
この酵素は加水分解酵素、特にケトンの炭素-炭素結合に作用する酵素である。系統名は、2',4,4',6'-テトラヒドロキシデヒドロカルコン 1,3,5-トリヒドロキシベンゼンヒドロラーゼ(2',4,4',6'-tetrahydroxydehydrochalcone 1,3,5-trihydroxybenzenehydrolase)である。lactase-phlorizin hydrolase.とも呼ばれる。